# Roger Williamson
Roger Williamson, britanski dirkač Formule 1, * 2. februar 1948, Ashby-de-la-Zouch, Leicestershire, Anglija, Združeno kraljestvo, † 29. julij, 1973, Zandvoort, Nizozemska.
Roger Williamson je v sezonah 1971 in 1972 osvojil Britansko Formulo 3 in kot eden najobetavnejših dirkačev svoje generacije je sredi sezone 1973 dobil priložnost v Formuli 1 v moštvu March Racing Team. Po odstopu na svoji prvi dirki za Veliko nagrado Velike Britanije, se je na svoji drugi dirki za Veliko nagrado Nizozemske smrtno ponesrečil v spletu nesrečnih okoliščin. Namreč zaradi počene pnevmatike je zletel s stez in trdo priletel v zid, nato se je njegov dirkalnik vžgal. Njegov rojak in prijatelj David Purley je ustavil dirkalnik in poskušal Williamsonov dirkalnik, ki je stal obrnjen na glavo, obrniti. Samo trčenje je Roger Williamson preživel brez hujših posledic, saj so priče povedale, da so slišale njegove klice iz dirkalnika. Toda vodstvo dirke je mislilo, da je David Purley tisti, ki je doživel nesrečo in ker so ga videli izstopiti iz dirkalnika nepoškodovanega se je dirka nadaljevala. Varnostnika ob progi, ki sta stala v bližini sta bila slabo izurjena in opremljena, saj sta imela le en manjši gasilni aparat, nista pa imela negorljive obleke. Nekateri gledalci v bližini so želeli preplezati varnostno ograjo in pomagati v reševanju, toda varnostniki jih niso spustili mimo. Šele po osmih minutah je prispel gasilni avto, toda prepozno za Williamsonona, saj je že umrl zaradi zadušitve s plini.

## Popolni rezultati Formule 1
(legenda) (odebeljene dirke pomenijo najboljši štartni položaj, poševne pa najhitrejši krog, †-uvrščen kljub odstopu)
| Leto | Moštvo                | Šasija    | Motor       | 1   | 2   | 3   | 4   | 5   | 6   | 7   | 8   | 9      | 10      | 11  | 12  | 13  | 14  | 15  | Prv | Toč |
| ---- | --------------------- | --------- | ----------- | --- | --- | --- | --- | --- | --- | --- | --- | ------ | ------- | --- | --- | --- | --- | --- | --- | --- |
| 1973 | STP March Racing Team | March 731 | Cosworth V8 | ARG | BRA | JAR | ŠPA | BEL | MON | ŠVE | FRA | VB Ret | NIZ Ret | NEM | AVT | ITA | KAN | ZDA | -   | 0   |